# Duchroth
Duchroth é um município da Alemanha localizado no distrito (Kreis ou Landkreis) de Bad Kreuznach, na associação municipal de Verbandsgemeinde Bad Münster am Stein-Ebernburg, no estado da Renânia-Palatinado.